# Jiang Cuihua
Dans ce nom, le nom de famille, Jiang, précède le nom personnel.
Jiang Cuihua (chinois simplifié : 姜翠华 ; chinois traditionnel : 姜翠華 ; pinyin : Jiāng Cuìhuá) née le 2 février 1975, est une coureuse cycliste sur piste chinoise. Spécialiste du 500 m, elle a été médaillée de bronze de cette discipline aux Jeux olympiques de 2000 à Sydney, et trois fois médaillée lors de championnats du monde.

## Palmarès

### Jeux olympiques
Sydney 2000
 Médaillée de bronze du 500m

### Championnats du monde
Berlin 1999
 Médaillée d'argent du 500m
Manchester 2000
 Médaillée d'argent du 500m
Stuttgart 2003
 Médaillée de bronze du 500m

### Coupe du monde
1997
1re du 500m à Adélaïde
1998
2e du 500m à Hyères
3e du 500m à Berlin
1999
2e du 500m à Valence
3e du 500m à San Francisco
3e du 500m à Cali
3e de la vitesse à Fiorenzuola d'Arda
2000
1re du 500m à Moscou
2003
3e du 500m au Cap
3e de la vitesse au Cap
2004
2e du 500m à Moscou

### Autres compétitions
- Médaillée d'or du 500 m aux Jeux Océaniens de 1999
- Médaillée d'argent de la vitesse aux Jeux asiatiques de 1998